# Dopesick
Dopesick (conocida en España como Dopesick: historia de una adicción) es una miniserie web de drama estadounidense, creada por Danny Strong para Hulu, basada en el libro Dopesick: Dealers, Doctors and the Drug Company that Addicted America de Beth Macy, sobre la crisis de opioides en los Estados Unidos. La serie, que se enfoca en el opiode OxyContin, se estrenó el 13 de octubre de 2021, con el lanzamiento de sus primeros dos episodios.

## Sinopsis
Dopesick se centra en «el epicentro de la lucha de Estados Unidos contra la adicción a los opioides» en todo el país.

## Elenco y personajes

### Principales
- Michael Keaton como el Dr. Samuel Finnix
- Peter Sarsgaard como Rick Mountcastle
- Michael Stuhlbarg como Richard Sackler
- Will Poulter como Billy Cutler
- John Hoogenakker como Randy Ramseyer
- Kaitlyn Dever como Betsy Mallum
- Rosario Dawson como Bridget Meyer

### Recurrentes
- Jake McDorman como John Brownlee
- Ray McKinnon como Jerry Mallum
- Mare Winningham como Diane Mallum
- Cleopatra Coleman como Grace Pell
- Raúl Esparza como Paul Mendelson
- Will Chase como Michael Friedman
- Phillipa Soo como Amber Collins
- Jaime Ray Newman como Kathe Sackler
- Andrea Frankle como Beth Sackler
- Rebecca Wisocky
- Meagen Fay como la hermana Beth Davies
- Trevor Long como Rudy Giuliani

## Episodios
| N.º | Título                         | Dirigido por    | Escrito por                   | Fecha de lanzamiento original | Código de prod. |
| --- | ------------------------------ | --------------- | ----------------------------- | ----------------------------- | --------------- |
| 1   | «First Bottle»                 | Barry Levinson  | Danny Strong                  | 13 de octubre de 2021         | 1DJE01          |
| 2   | «Breakthrough Pain»            | Barry Levinson  | Danny Strong                  | 13 de octubre de 2021         | 1DJE02          |
| 3   | «The 5th Vital Sign»           | Michael Cuesta  | Danny Strong & Beth Macy      | 13 de octubre de 2021         | 1DJE03          |
| 4   | «Pseudo-Addiction»             | Michael Cuesta  | Jessica Mecklenburg           | 20 de octubre de 2021         | 1DJE04          |
| 5   | «The Whistleblower»            | Patricia Riggen | Danny Strong & Benjamin Rubin | 27 de octubre de 2021         | 1DJE05          |
| 6   | «Hammer the Abusers»           | Patricia Riggen | Danny Strong & Benjamin Rubin | 03 de noviembre de 2021       | 1DJE06          |
| 7   | «Black Box Warning»            | Danny Strong    | Danny Strong & Benjamin Rubin | 10 de noviembre de 2021       | 1DJE07          |
| 8   | «The People vs. Purdue Pharma» | Danny Strong    | Danny Strong & Benjamin Rubin | 17 de noviembre de 2021       | 1DJE08          |

## Producción

### Desarrollo
El 17 de junio de 2020, se anunció que Hulu ordenó la producción de una miniserie de ocho episodios basados en el libro, Dopesick: Dealers, Doctors and the Drug Company that Addicted America de Beth Macy. La serie ha sido creada por Danny Strong, que también ejerce de productor ejecutivo junto a Michael Keaton, Warren Littlefield, John Goldwyn, Beth Macy, Karen Rosenfelt y Barry Levinson, quien dirige la serie. Las compañías de producción involucradas en la serie incluyen a 20th Television (que sustituye a la inicialmente anunciada Fox 21 Television Studios), John Goldwyn Productions y The Littlefield Company.

### Casting
Junto con el anuncio de la miniserie, se anunció que Michael Keaton se unió al elenco principal. En septiembre de 2020, Peter Sarsgaard, Kaitlyn Dever, Will Poulter y John Hoogenakker se unieron al elenco principal, mientras que Phillipa Soo y Jake McDorman se unieron al elenco recurrente. En octubre de 2020, se anunció que Rosario Dawson se unió al elenco principal, mientras que Ray McKinnon se unió al elenco recurrente. En noviembre de 2020, se anunció que Cleopatra Coleman se unió al elenco recurrente. En diciembre de 2020, se anunció que Michael Stuhlbarg se unió al elenco principal. En enero de 2021, se anunció que Jaime Ray Newman, Andrea Frankle y Will Chase se unieron al elenco recurrente. En marzo de 2021, se anunció que Rebecca Wisocky y Meagen Fay se unieron al elenco recurrente. En abril de 2021, Trevor Long se unió al elenco recurrente de la serie.

### Rodaje
El rodaje comenzó en diciembre de 2020 en Richmond (Virginia) y Clifton Forge (Virginia). y está previsto que continúe hasta mayo de 2021. Carolina del Norte y Georgia estaban en liza, pero Virginia fue seleccionada por sus incentivos fiscales y sus ubicaciones.

## Lanzamiento
Dopesick se estrenó en Hulu el 13 de octubre de 2021. El piloto se estrenará en el Virginia Film Festival el 30 de octubre de 2021, seguido de un debate con Danny Strong y Beth Macy. A nivel internacional, la serie se estrenará en el servicio de streaming Star de Disney+, Disney+ Hotstar y Star+ en Latinoamérica el 12 de noviembre de 2021.

## Recepción
En el sitio web del agregador de reseñas Rotten Tomatoes, la serie tiene un índice de aprobación del 79%, basándose en 38 reseñas con una calificación media de 7,10/10. El consenso de la crítica dice: «Dopesick a veces se hunde bajo el peso de su tema, pero las sólidas interpretaciones de Michael Keaton y Kaitlyn Dever y un enfoque empático de las personas muy reales afectadas por la crisis de los opioides hacen que el drama sea desgarrador». En Metacritic, tiene una puntuación media ponderada de 66 sobre 100 basada en 21 reseñas, lo que indica «reseñas generalmente favorables».
Kristen Baldwin de Entertainment Weekly, dio a la serie un A- y dijo: «Dopesick acorrala hábilmente la vasta epidemia de adicción a través de historias íntimas y profundamente absorbentes de devastación humana». Kelly Lawler de USA Today, le dio una calificación de 3/4 estrellas y describió al elenco como «excelente y empático, ayudando a fundamentar la serie. Keaton está en su mejor momento, dominando un personaje que es un lío de contradicciones y transformaciones».